# Eone salvati
Eone salvati är en ringmaskart som beskrevs av Rullier 1972. Eone salvati ingår i släktet Eone och familjen Goniadidae. Inga underarter finns listade i Catalogue of Life.